# New Town (Édimbourg)
Pour les articles homonymes, voir New Town.
La New Town d'Édimbourg (en gaélique écossais : Baile Ùr Dhùn Èideann), prononciation :[ˈpaləˈuːɾˈɣuːnˈeːtʲən̴̪]) ou Nouvelle Ville est un quartier du centre historique d'Édimbourg, la capitale de l'Écosse. Chef-d'œuvre d'urbanisme, il a été construit par étapes entre 1767 et 1850 environ et conserve une grande partie de son architecture d'origine néoclassique et géorgienne. Sa rue la plus connue est Princes Street, face au château d'Édimbourg et à la Vieille Ville à travers la dépression géologique de l'ancien Nor Loch. Avec la Vieille Ville, la Nouvelle Ville a été désignée site du patrimoine mondial de l'UNESCO en 1995.

## Proposition et planification
L'idée d'une nouvelle ville a été suggérée pour la première fois à la fin du XVIIe siècle lorsque le duc d'Albany et d'York (plus tard le roi Jacques II), alors commissaire royal résidant à Holyrood, encouragea l'idée d'avoir une régalité étendue au nord de la ville par un pont. Pour cela il a accordé une subvention à la ville.
Il est possible qu'avec un tel patronage, la ville nouvelle ait été construite plusieurs années plus tôt qu'elle ne l'était mais, en 1682, le duc quitta la ville et devint roi en 1685, pour perdre le trône en 1688.

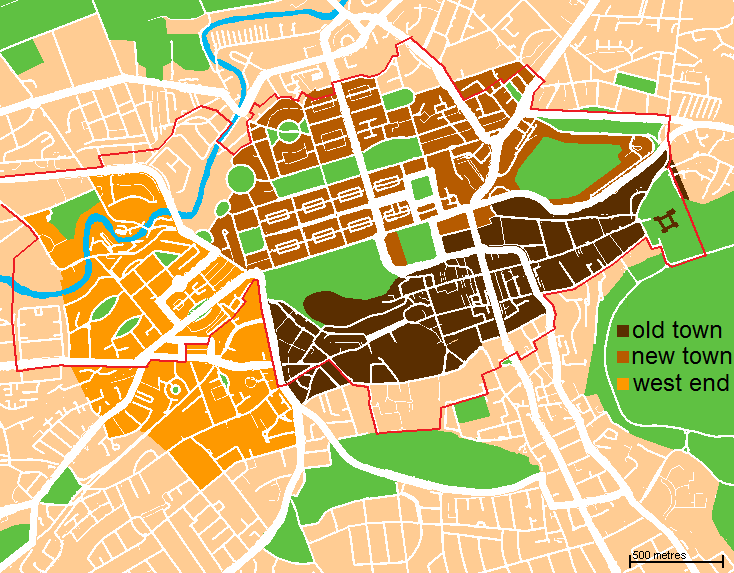
Carte de la ville, montrant la Nouvelle Ville (au nord, en brun), la vieille ville (en foncé) et le West End, (orange) avec le site du patrimoine mondial indiqué par la ligne rouge.

La décision de construire une nouvelle ville a été prise par les pères de la ville, après que la surpopulation à l'intérieur des murs de la Vieille Ville ait atteint un point de rupture et pour empêcher un exode de citoyens riches de la ville vers Londres. Le siècle des Lumières était arrivé à Édimbourg et le tissu urbain désuet ne convenait pas aux classes professionnelles et marchandes qui y vivaient. Le Lord Provost George Drummond a réussi à étendre la limite du Royal Burgh pour englober les champs au nord du Nor Loch, le plan d'eau fortement pollué qui occupait la vallée immédiatement au nord de la ville. Un projet de drainage du Loch a été mis en œuvre, bien que le processus n'ait été complètement achevé qu'en 1817. Des points de passage ont été construits pour accéder au nouveau terrain; le North Bridge en 1772 et le Mound, monticule de terre, qui s'est constitué comme un sommet accumulant les matériaux excavés pendant la construction de la nouvelle ville. Le Mound, tel qu'il est connu aujourd'hui, a atteint ses proportions actuelles dans les années 1830.
Au fur et à mesure que les étapes successives de la nouvelle ville se développaient, les riches se déplaçaient vers le nord, quittant des immeubles exigus situés dans des ruelles étroites pour s'installer dans de grandes maisons géorgiennes sur de larges routes. Cependant, les pauvres eux restaient dans la vieille ville.

## La première New Town

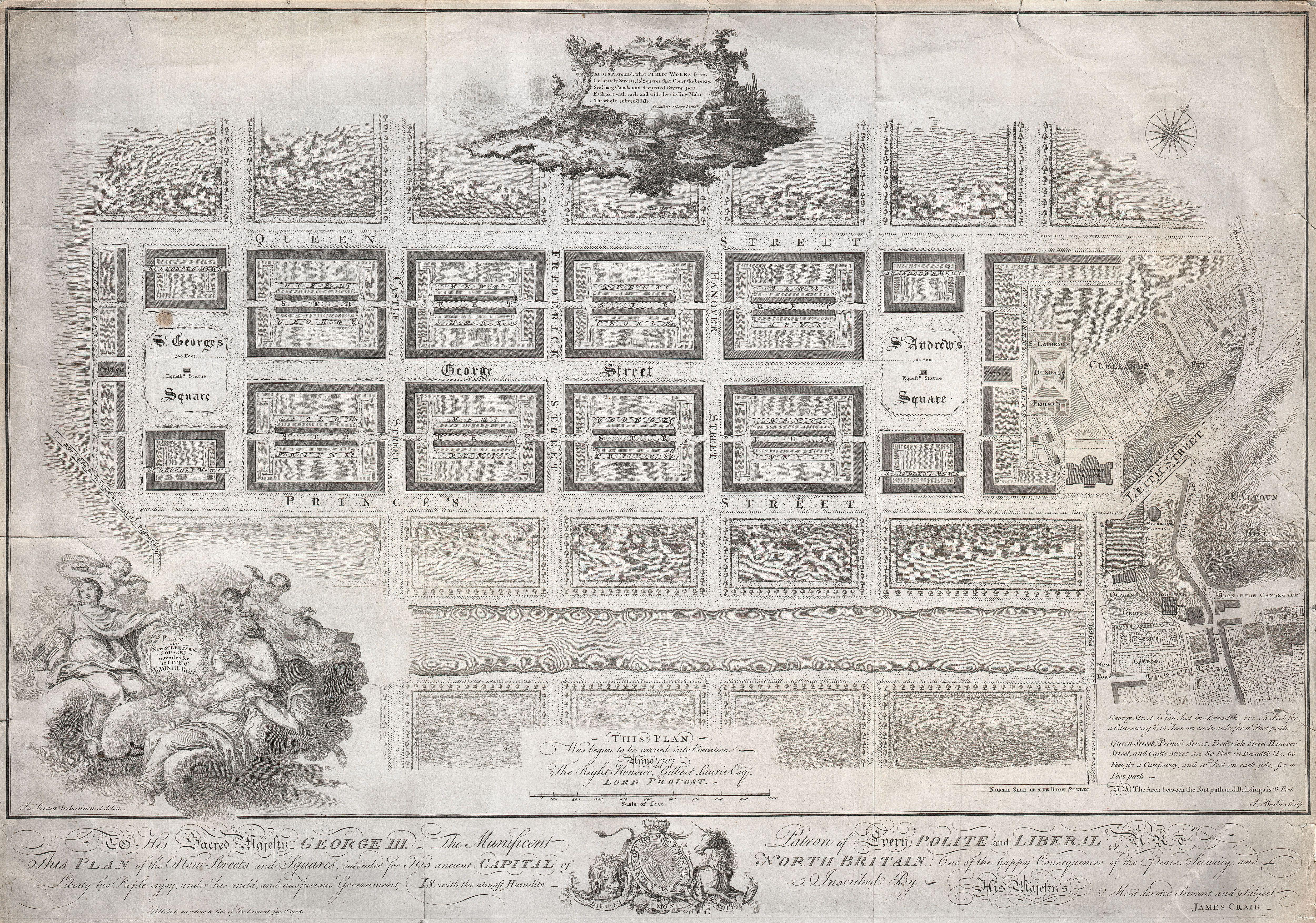
Plan pour la nouvelle ville par James Craig (1768)

Un concours a eu lieu en janvier 1766 pour trouver un aménagement suffisamment moderne pour la nouvelle banlieue. Il a été remporté par James Craig, 26 ans, qui, suivant les contours naturels du terrain, a proposé un plan simple, avec une artère principale le long de la crête reliant deux places de jardin. Deux autres routes principales étaient situées en descente au nord et au sud avec deux petites rues entre elles. Trois rues transversales nord-sud complètent le tout.
Le plan original de Craig n'a pas survécu mais il a été suggéré qu'il soit indiqué sur une carte publiée par John Laurie en 1766. Cette carte montre une disposition diagonale avec une place centrale reflétant une nouvelle ère de patriotisme britannique civique en faisant écho au dessin du drapeau de l'Union. Princes Street et Queen Street sont représentées à double face. Une conception révisée plus simple reflétait le même esprit dans les noms de ses rues et de ses espaces civiques.

### Noms de rue

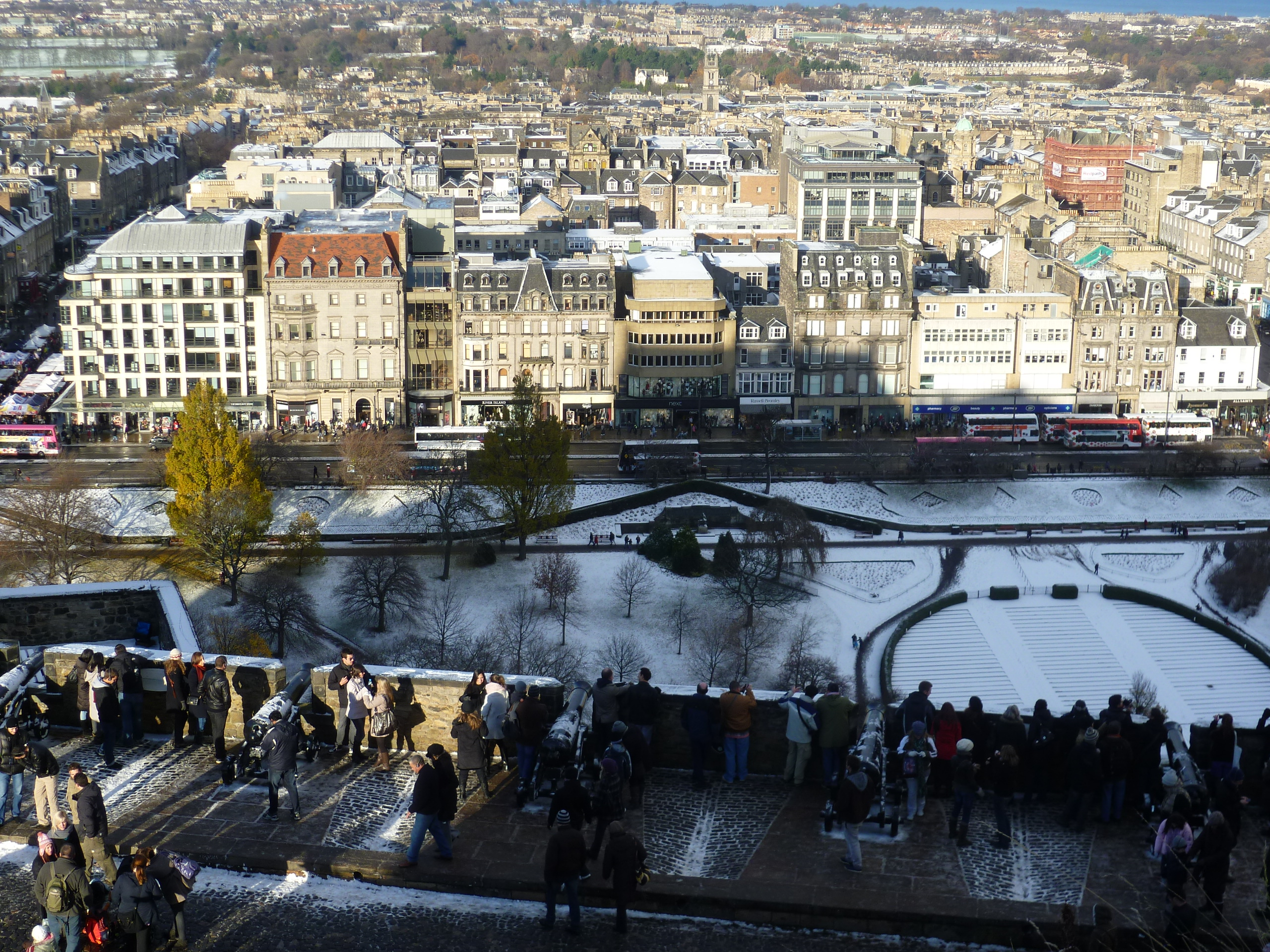
Vue de la première Ville Nouvelle du château d'Édimbourg, largement obscurcie par les développements commerciaux modernes

La rue principale prévue s'appelait George Street, du nom du roi de l'époque, George III. Queen Street devait être située au nord, du nom de sa femme, et St Giles Street au sud, du nom du saint patron de la ville. St Andrew Square et St George's Square étaient les noms choisis pour représenter l'union de l'Écosse et de l'Angleterre. L'idée a été poursuivie avec la plus petite Thistle Street (pour l'emblème national de l'Écosse) entre George Street et Queen Street, et Rose Street (pour l'emblème de l'Angleterre) entre George Street et Princes Street.
Le roi George a rejeté le nom de St Giles Street, St Giles étant le saint patron des lépreux et aussi le nom d'un bidonville ou « rookery » à la périphérie de Londres. Elle a donc été rebaptisée Prince's Street en l'honneur de son fils aîné, le prince de Galles. Le nom de St George's Square a été changé pour Charlotte Square, d'après la reine Charlotte, pour éviter toute confusion avec le George Square existant du côté sud de la vieille ville. Les blocs les plus à l'ouest de Thistle Street ont été renommés Hill Street et Young Street, faisant de Thistle Street la moitié de la longueur de Rose Street. Les trois rues complétant la grille, les rues Castle, Frederick et Hanover, ont été nommées pour la vue sur le château, le deuxième fils du roi George, le prince Frederick, et la maison de Hanovre respectivement.

### Développement
Les propositions de Craig ont rencontré d'autres problèmes lorsque le développement a commencé. Au départ, le nouveau site exposé était impopulaire, ce qui a conduit à offrir une prime de 20 £ au premier constructeur sur place. Cela a été reçu par John Young qui a construit Thistle Court, les premiers bâtiments de la nouvelle ville, à l'extrémité est de Thistle Street en 1767. Au lieu de construire une terrasse comme prévu, il a construit une petite cour. Les doutes ont été surmontés assez tôt et d'autres travaux de construction ont commencé à l'est avec St Andrew Square.

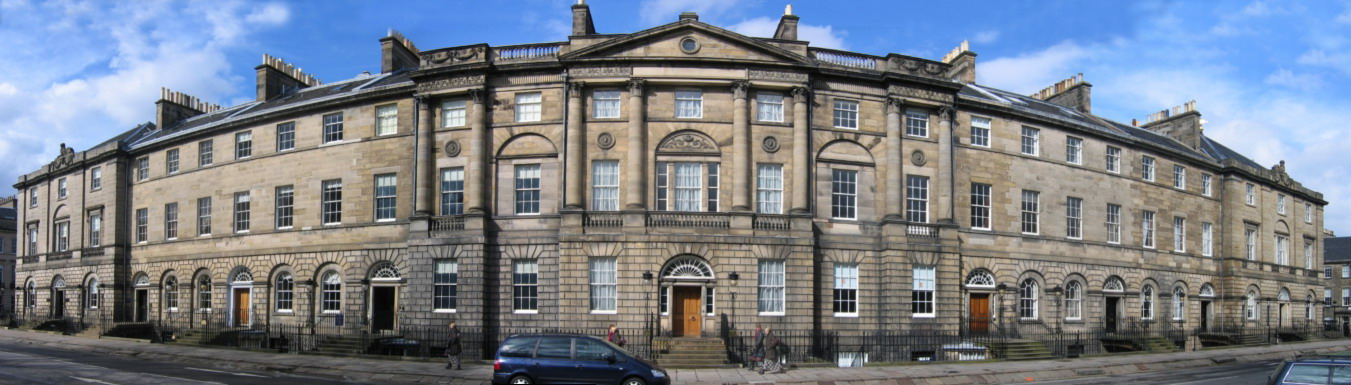
Image de Charlotte Square de Robert Adam. Bute House, résidence officielle du premier ministre d'Écosse, se trouve au centre.

Craig avait voulu que la vue le long de la rue George soit terminée par deux grandes églises, situées au bord extérieur de chaque place, sur l'axe de la rue George. Alors que l'église ouest de Charlotte Square a été construite, à St Andrew Square, le terrain derrière le site de l'église proposé appartenait à Lawrence Dundas. Il a décidé de construire un hôtel particulier ici et a commandé une conception à William Chambers. Le manoir palladien résultant, connu sous le nom de Dundas House, a été achevé en 1774. En 1825, il a été acquis par la Royal Bank of Scotland et est aujourd'hui le siège social de la banque. Le parvis du bâtiment, avec le monument équestre à John Hope, 4e comte de Hopetoun, occupe le site de l'église proposé. L'église St Andrew a dû être construite sur un site de la rue George. L'absence de terminaison visuelle au bout de cette rue fut remédiée en 1823 avec le monument de William Burn à Henry Dundas.

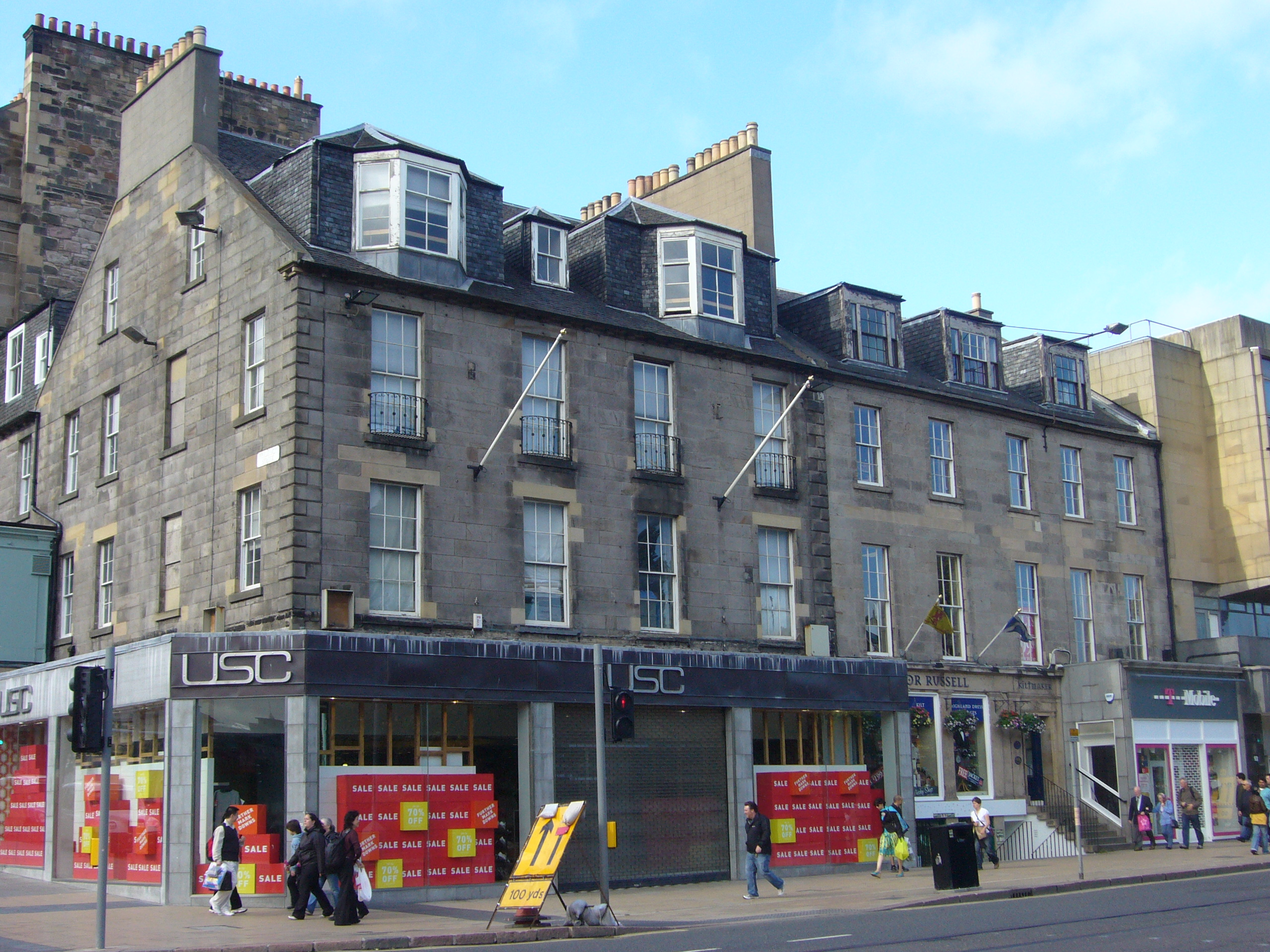
Bâtiments géorgiens d'origine sur Princes Street

La première Ville Nouvelle a été principalement achevée en 1820, avec l'achèvement de Charlotte Square. Elle a été construite sur un plan de Robert Adam et était la seule section architecturale unifiée de la nouvelle ville. Adam a également produit un dessin pour l'église St George, bien que son dessin ait été remplacé par celui de Robert Reid. Le bâtiment, maintenant connu sous le nom de West Register House, abrite désormais une partie des Archives nationales d'Écosse. Le côté nord de Charlotte Square abrite Bute House, anciennement la résidence officielle du secrétaire d'État pour l'Écosse et, depuis l'introduction de la décentralisation en Écosse, la résidence officielle du premier ministre d'Écosse.

Quelques petites sections restaient peu développées à l'époque. En 1885, une section non construite de Queen Street (un jardin ouvert jusque-là), au nord de St Andrew Square, a fourni le site de la Scottish National Portrait Gallery. Au nord-ouest, au nord de Charlotte Square, le terrain faisait partie du domaine du comte de Moray et un long différend frontalier avec le domaine Moray a retardé le développement. Une section de la rue Glenfinlas à l'angle nord-ouest de Charlotte Square n'a été achevée qu'en 1990, tandis que l'extrémité ouest de la rue Queen, au nord de Charlotte Square, n'a jamais été aménagée.
La Ville Nouvelle était conçue comme une banlieue principalement résidentielle avec un certain nombre de bureaux professionnels. Il y avait peu de rez-de-chaussée de vente au détail prévus, mais il n'a pas fallu longtemps pour que le potentiel commercial du site se concrétise. Des magasins ont rapidement été ouverts sur Princes Street, et au cours du XIXe siècle, la majorité des maisons de ville de cette rue ont été remplacées par de plus grands bâtiments commerciaux. Des réaménagements ponctuels occasionnels se poursuivent à ce jour, bien que la plupart de Queen Street et Thistle Street, et de grandes sections des rues George Street, Hanover, Frederick et Castle, soient toujours bordées de leurs bâtiments d'origine de la fin du XVIIIe siècle.

## New Town du Nord, ou deuxième Nouvelle Ville

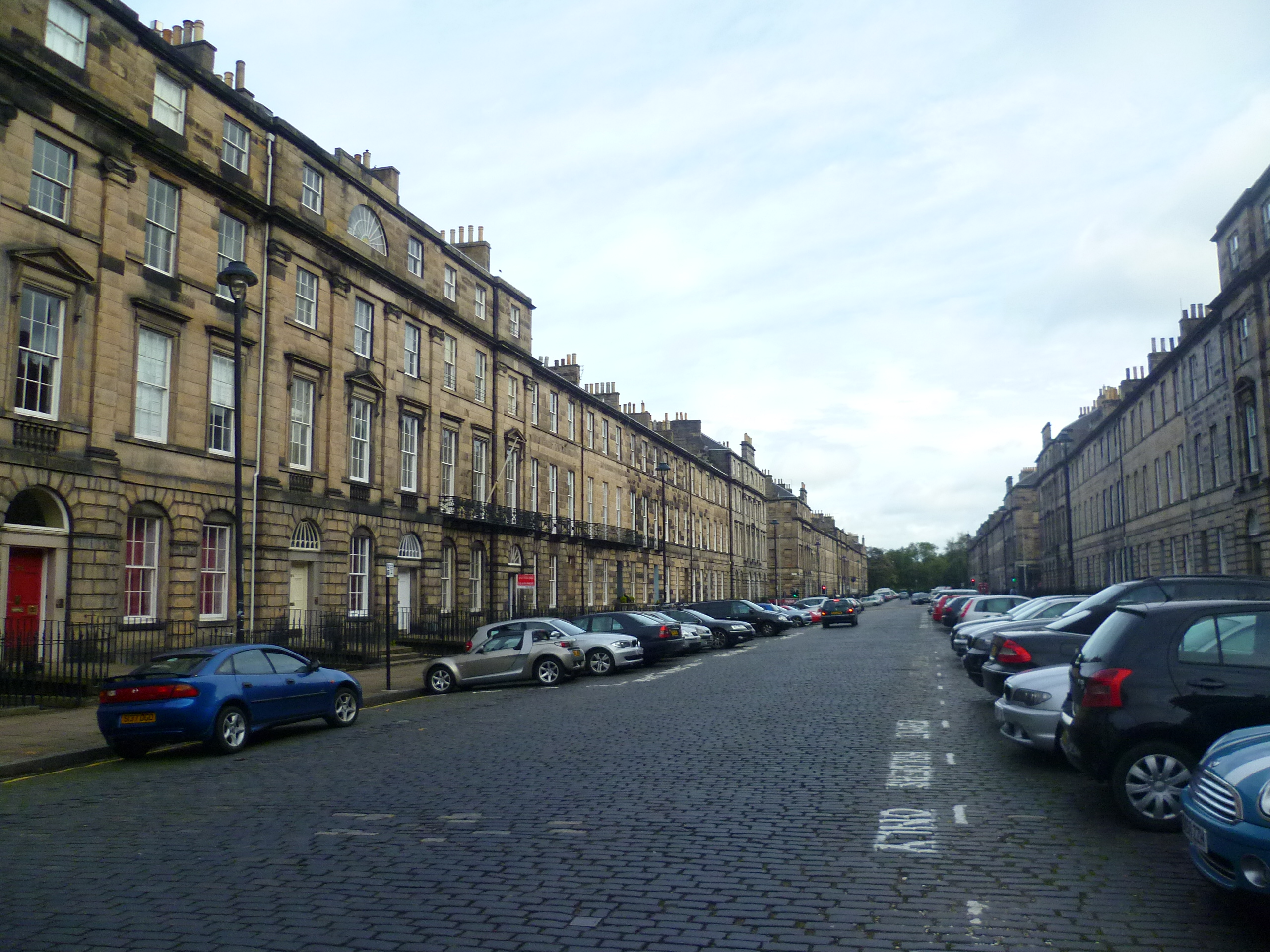
Great King Street. Partie de l'extension nord de la nouvelle ville d'origine

Après 1800, le succès de la première New Town a conduit à des projets plus grands. La « Nouvelle Ville du nord » (maintenant habituellement appelée la deuxième Nouvelle Ville) visait à étendre Édimbourg au nord des jardins de Queen Street vers la rivière Water of Leith, avec des extensions à l'est et à l'ouest. Ces développements ont eu lieu principalement entre 1800 et 1830. Les conceptions initiales de William Sibbald ont suivi l'orientation d'origine de la première New Town de Craig, des rues entières étant construites en une seule construction. Le bâti s'est poursuivi sur une longue rue de Hanovre, appelée Dundas Street et, au-delà de Great King Street, Pitt Street (renommée plus tard en Dundas Street dans les années 1960), presque 1 km au nord en direction de Water of Leith à Canonmills, où Bellevue Crescent marquerait éventuellement l'étendue la plus au nord du projet New Town. Les rues étaient disposées de chaque côté avec Great King Street, l'avenue centrale terminée par Drummond Place à l'est et Royal Circus à l'ouest. Les rues Northumberland et Cumberland étaient des rues de moindre importance au sud et au nord respectivement. Heriot Row et Abercromby Place, les deux rues à sens unique à la limite sud du projet, jouissaient des aspects ouverts des jardins de la rue Queen. Le constructeur de grandes sections de la deuxième Ville Nouvelle était George Winton.

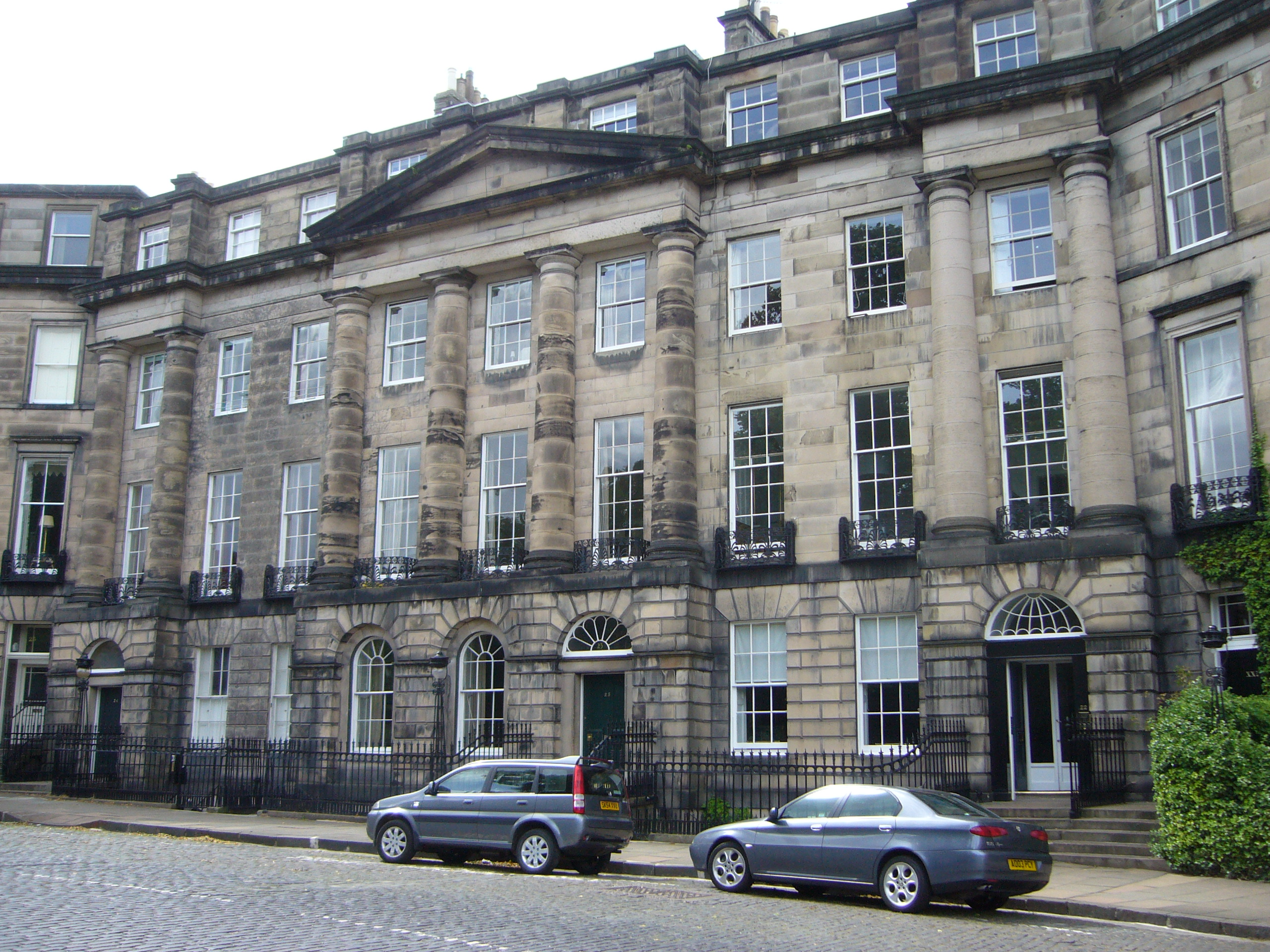
Moray Place. Partie de l'extension ouest de la New Town d'origine

De très grandes sections de la deuxième Ville Nouvelle, construite à partir du début du XIXe siècle, sont restées également exactement telles qu'elles ont été construites. Les maisons de ville occupaient généralement les rues est-ouest, avec des blocs d'appartements (appelés immeubles en Écosse) le long des rues nord-sud. À l'origine, les magasins étaient généralement limités aux étages inférieurs des rues plus larges nord-sud. Les plus grandes maisons avaient des entrées de service en arrière et parallèles à leurs terrasses.
L'extension de Picardy Place (avec Broughton Street, Union Street et East London Street) était en grande partie terminée en 1809. À l'ouest de la nouvelle ville d'origine, Shandwick Place, une extension de Princes Street, a été inaugurée en 1805. Le développement de Melville Street et du nord de Shandwick Place a suivi en 1825. L'extension Gayfield Estate (Gayfield Square) a été conçue en 1807 et à partir de 1813 environ, la nouvelle ville a progressivement remplacé et développé le village plus ancien de Stockbridge. Le peintre Henry Raeburn a acheté le domaine de Deanhough dans le nord-ouest de la Ville Nouvelle et en a commencé le développement en 1813 avec Ann Street, nommée d'après son épouse.
En 1822, le comte de Moray fait élaborer des plans par James Gillespie Graham pour développer son domaine de Drumsheugh, entre Charlotte Square et le Water of Leith. Cela est populaire parmi la noblesse écossaise et les riches avocats. La majeure partie du domaine est achevée en 1835, mais de nombreux blocs d'angle ne sont finalement ajoutés que dans les années 1850. Le domaine est maintenant généralement appelé Domaine Moray. Il reste l'un des quartiers les plus riches de la ville et l'une de ses adresses les plus sélects.

## New Town de l'Est, ou troisième Nouvelle Ville

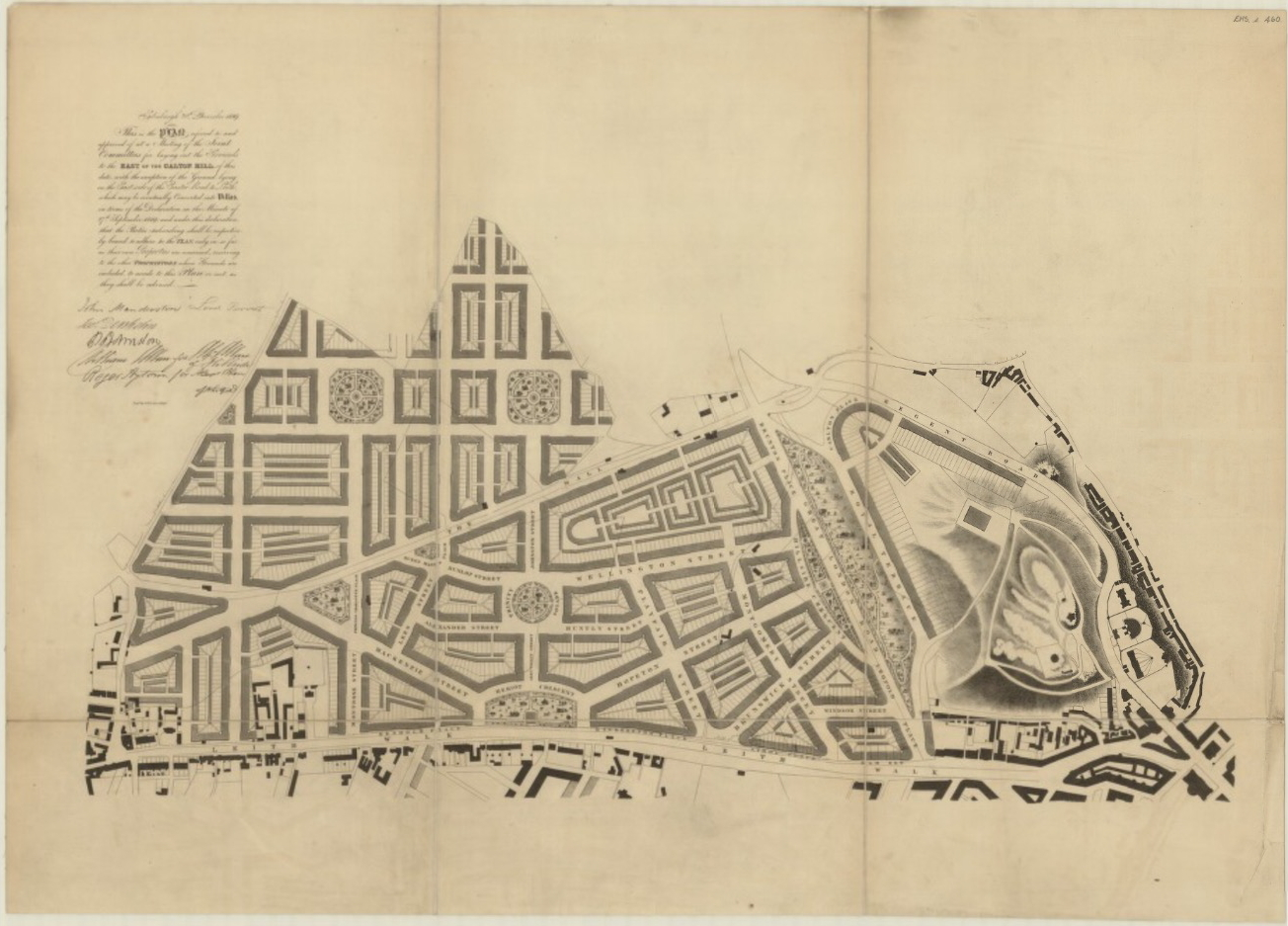
Le plan de William Henry Playfair pour la nouvelle ville de l'Est d'Édimbourg approuvé lors d'une réunion le 27 septembre 1819, gravure par Wiliiam Home Lizars. Notez que l'orientation du plan est avec le nord sur le côté gauche, donc Calton Hill est sur la droite.

Afin d'étendre la nouvelle ville vers l'est, le Lord Provost, Sir John Marjoribanks, a réussi à faire construire l'élégant Regent Bridge. Il a été achevé en 1819. Le pont enjambait un ravin profond avec des rues étroites peu pratiques et rendait l'accès à la colline de Calton Hill beaucoup plus facile et agréable depuis Princes Street.
Avant même la construction du pont, le conseil municipal d'Édimbourg préparait la construction de la nouvelle ville orientale, qui s'étendrait des pentes de Calton Hill, au nord jusqu'à Leith, entre Leith Walk et Easter Road. Le Lord Provost a conclu un accord avec les principaux propriétaires fonciers en 1811, certains premiers arpentages ont été effectués et il y a eu un concours architectural le 1er janvier 1813, dont les résultats n'ont pas été concluants. Un certain nombre d'architectes de premier plan ont ensuite été invités à donner leur avis : William Stark, James Gillespie, Robert Burn et son fils William Burn, John Paterson et Robert Reid et d'autres.
Les observations de Stark ont été particulièrement appréciées et il a continué à les développer dans un "Rapport au Lord Provost, aux magistrats et au Conseil d'Edimbourg sur les plans pour l'aménagement des terrains des bâtiments entre Edimbourg et Leith". Stark mourut le 9 octobre 1813 et son rapport fut publié à titre posthume en 1814.
Les commissaires ont décidé de se tourner vers l'élève de Stark, William Henry Playfair. Il fut nommé en février 1818 et produisit un plan en avril 1819, qui suivit de près les recommandations de Stark. Les créations de Playfair étaient destinées à créer une nouvelle ville encore plus magnifique que celle de Craig.

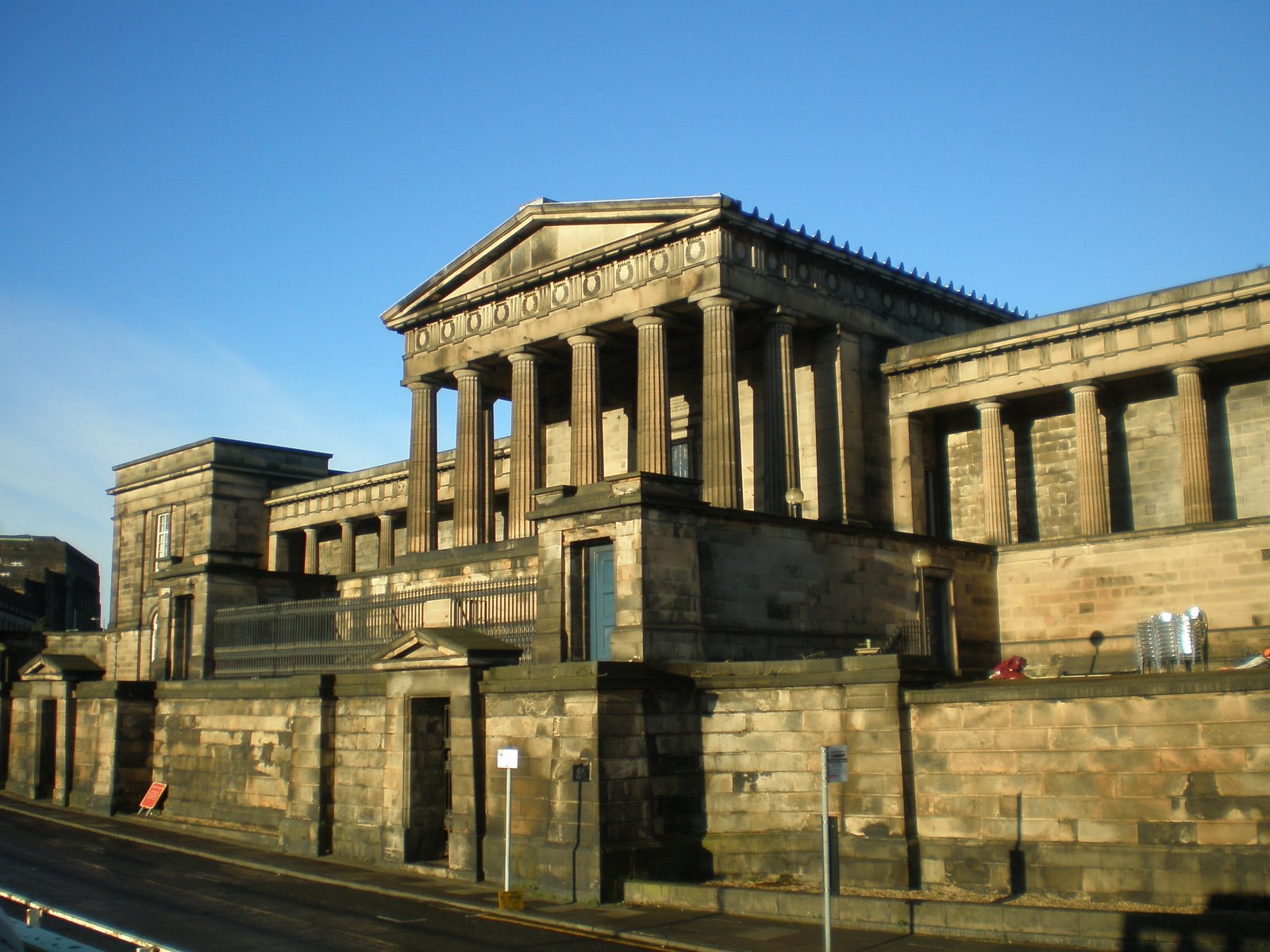
La Old Royal High School sur Calton Hill

Regent Terrace, Carlton Terrace et Royal Terrace sur Calton Hill ont été construits, ainsi que Hillside Crescent et certaines rues adjacentes, mais le développement plus au nord en direction de Leith n'a jamais été achevé. Sur le côté sud de Calton Hill, divers monuments ont été érigés ainsi que la Royal High School, conçue dans un style néo-grec par Thomas Hamilton.

## Autres ajouts

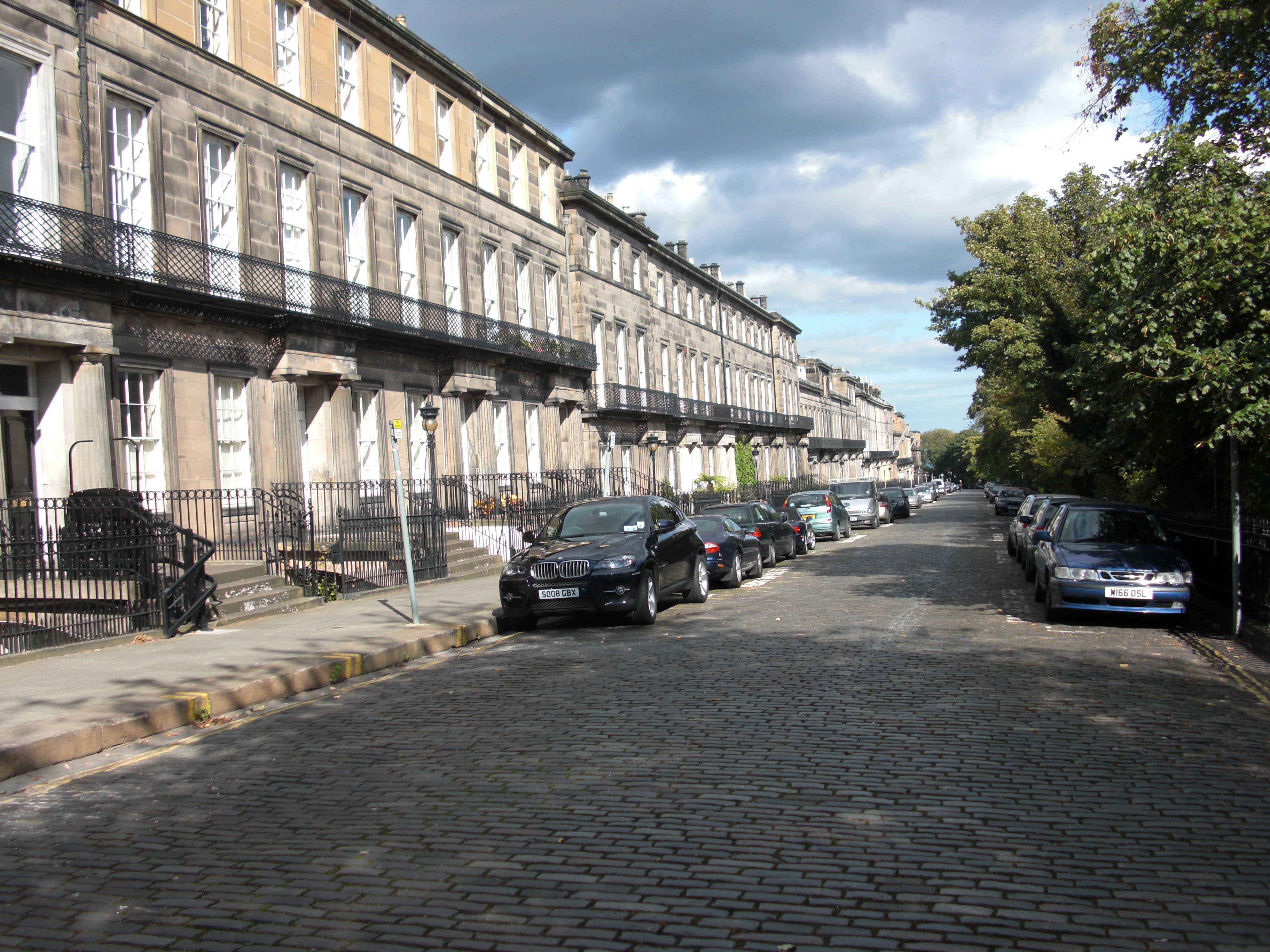
Regent Terrace, une partie de l'extension est de Playfair de la nouvelle ville

Quelques développements modestes à Canonmills ont été lancés dans les années 1820, mais aucun n'a été achevé à ce moment-là. Pendant plusieurs décennies, les activités de la tannerie de Silvermills ont inhibé le développement dans les environs immédiats. À partir des années 1830, le développement ralentit, mais après l’achèvement en 1831 du pont Dean de Thomas Telford, le domaine de Dean fit construire quelques aménagements. Celles-ci comprenaient l'orphelinat Dean (maintenant la Dean Gallery), le Daniel Stewart's College, les rues au nord-est de Queensferry Street (dans les années 1850), Buckingham Terrace (en 1860) et Learmonth Terrace (en 1873).
Au XIXe siècle, la compagnie de chemin de fer d'Édimbourg, l'Edinburgh, Leith and Newhaven Railway, a construit un tunnel sous la nouvelle ville pour relier Scotland Street à Canal Street (plus tard absorbé par la gare de Waverley). Après sa fermeture, le tunnel a été utilisé pour cultiver des champignons et pendant la Seconde Guerre mondiale comme abri anti-aérien.

## Principales pertes

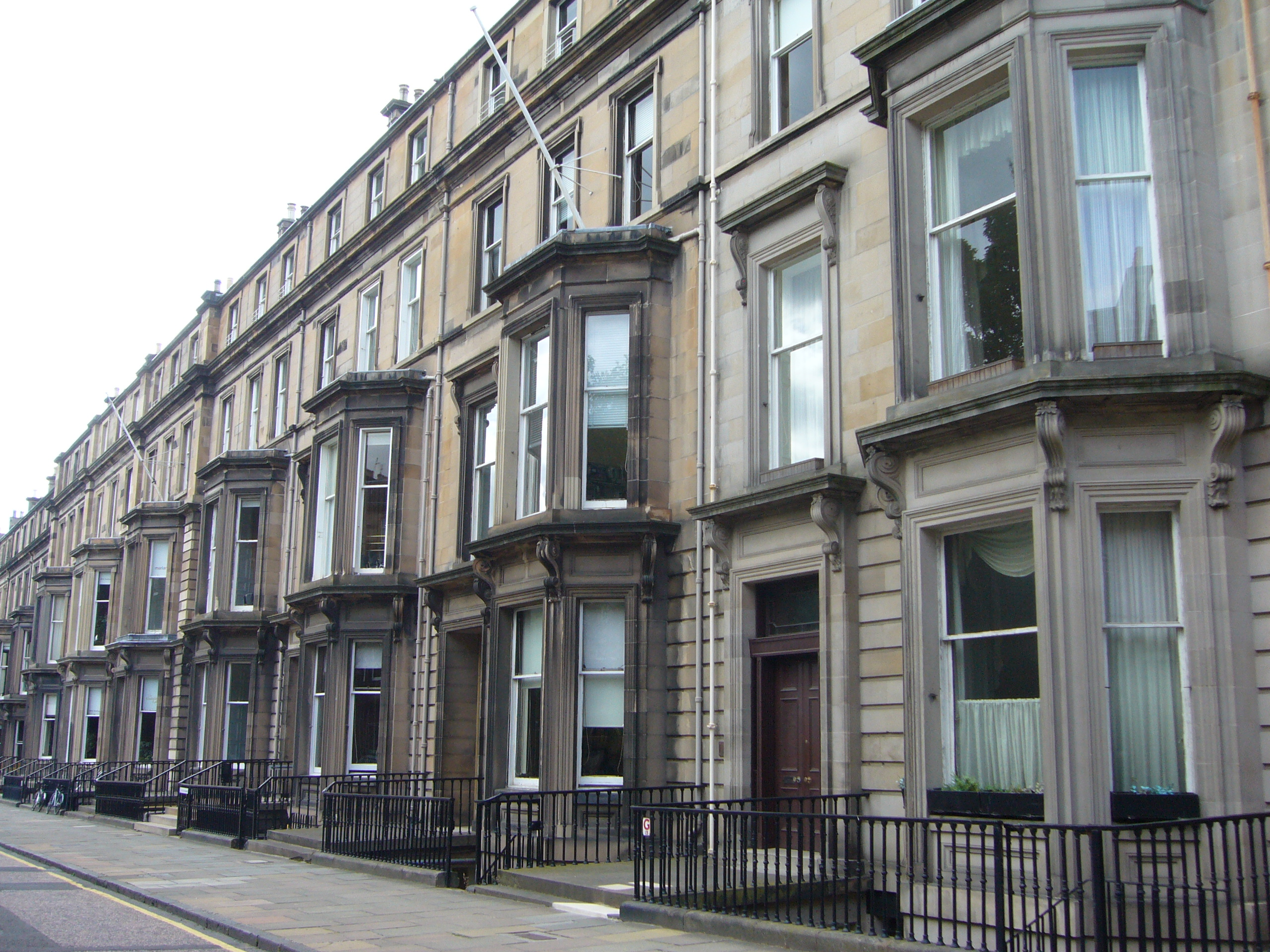
Jardins de Drumsheugh. Partie de l'extension victorienne plus à l'ouest de la nouvelle ville

Une tentative de construire une passerelle surélevée le long de Princes Street impliquait la démolition planifiée de toute la rue dans un plan radical publié dans les années 1960. Le plan était impopulaire mais avant d'être abandonné en 1982, sept bâtiments ont été supprimés. L'ancien bâtiment Boots au 102 Princes Street, avec sa série de statues de William Wallace, Robert Burns, Walter Scott et Robert Ier, a été démoli en 1965. Le bâtiment de la North British & Mercantile Insurance Company au numéro 64 a suivi. Le nouveau club, conçu par William Burn et agrandi par David Bryce, et le bâtiment adjacent de la Life Association of Scotland par David Rhind et Sir Charles Barry ont également été démolis.
Les rues perdues incluent celles du quartier de St James Square, démoli dans les années 1960 pour faire place au très controversé centre commercial St James (qui sera ensuite démoli) et aux bureaux du Scottish Office. Cette zone principalement résidentielle, peuplée de 3 763 habitants, a été démolie en grande partie parce qu'elle était constituée de bidonvilles avec seulement 61 des 1 100 logements considérés comme aptes à l'habitation. La plus grande partie de Jamaica Street à l'extrémité ouest de la deuxième Ville Nouvelle a également été démolie comme bidonville.
La maison Bellevue de Robert Adam, devenue la maison de douane (Custom House), a été construite en 1775, avant que la nouvelle ville ne s'étende au secteur de Bellevue, dans ce qui est maintenant les jardins de Drummond Place. Great King Street et London Street dans le nord ou Second New Town étaient alignés sur ce bâtiment, mais il a été démoli dans les années 1840 en raison de la construction du tunnel ferroviaire de Scotland Street en dessous.

## Culture

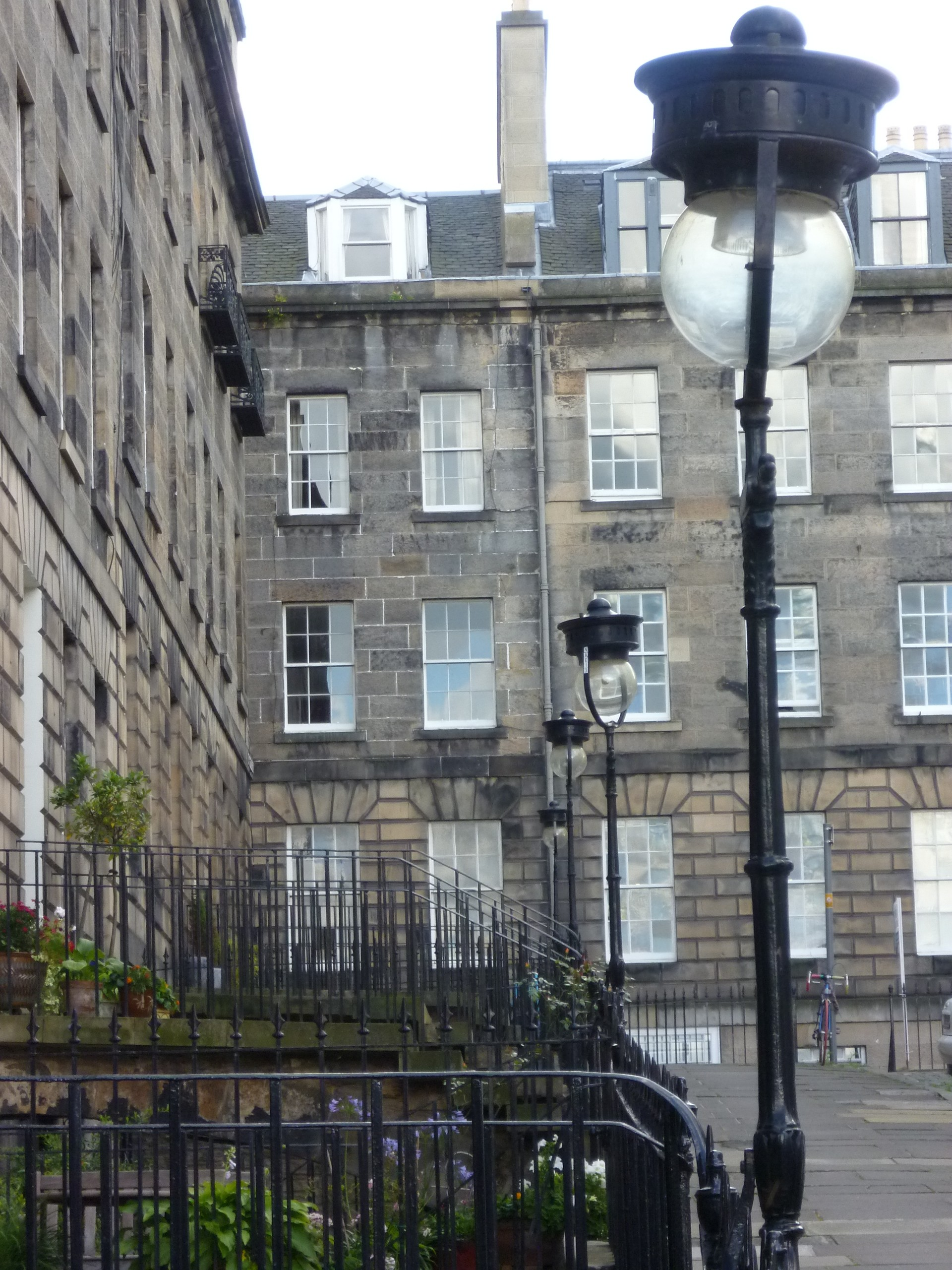
Lampadaires typiques de la Nouvelle Ville (dans Nelson Street)

La New Town abrite la National Gallery of Scotland et le Royal Scottish Academy Building, tous deux conçus par Playfair et situés l'un à côté de l'autre sur The Mound. La Scottish National Portrait Gallery se trouve sur Queen Street. D'autres bâtiments notables incluent les Assembly Rooms sur George Street, le Balmoral Hotel (anciennement appelé North British Hotel, d'après une compagnie de chemin de fer) avec sa tour de l'horloge au-dessus de la gare de Waverley et le Scott Monument.
La Cockburn Association (Edinburgh Civic Trust) joue un rôle de premier plan dans la campagne visant à préserver l'intégrité architecturale de la Nouvelle Ville.

## Commerces
La New Town abrite les principales rues commerçantes d'Édimbourg. Princes Street abrite des boutiques de nombreuses enseignes, ainsi que le grand magasin Jenners, une institution d'Édimbourg. George Street, autrefois le centre financier, compte maintenant de nombreux bars modernes, dont beaucoup occupent d'anciennes salles bancaires, tandis que Multrees Walk sur St. Andrew Square abrite Harvey Nichols et d'autres boutiques de créateurs. Le St. James Centre, à l'extrémité est de la nouvelle ville, était un centre commercial couvert achevé en 1970. Souvent considéré comme un ajout indésirable à l'architecture de la New Town, il a fermé le dimanche 16 octobre 2016 et a été démoli. Il a été réaménagé et reconstruit et a été officiellement ouvert le 29 septembre 2022. En outre, près de la gare de Waverley se trouve le centre commercial Waverley, qui contient de nombreux magasins, notamment : Game, Costa, McDonald's, Sainsbury's, KFC, Subway, Superdry et Greggs.

## Résidents notables

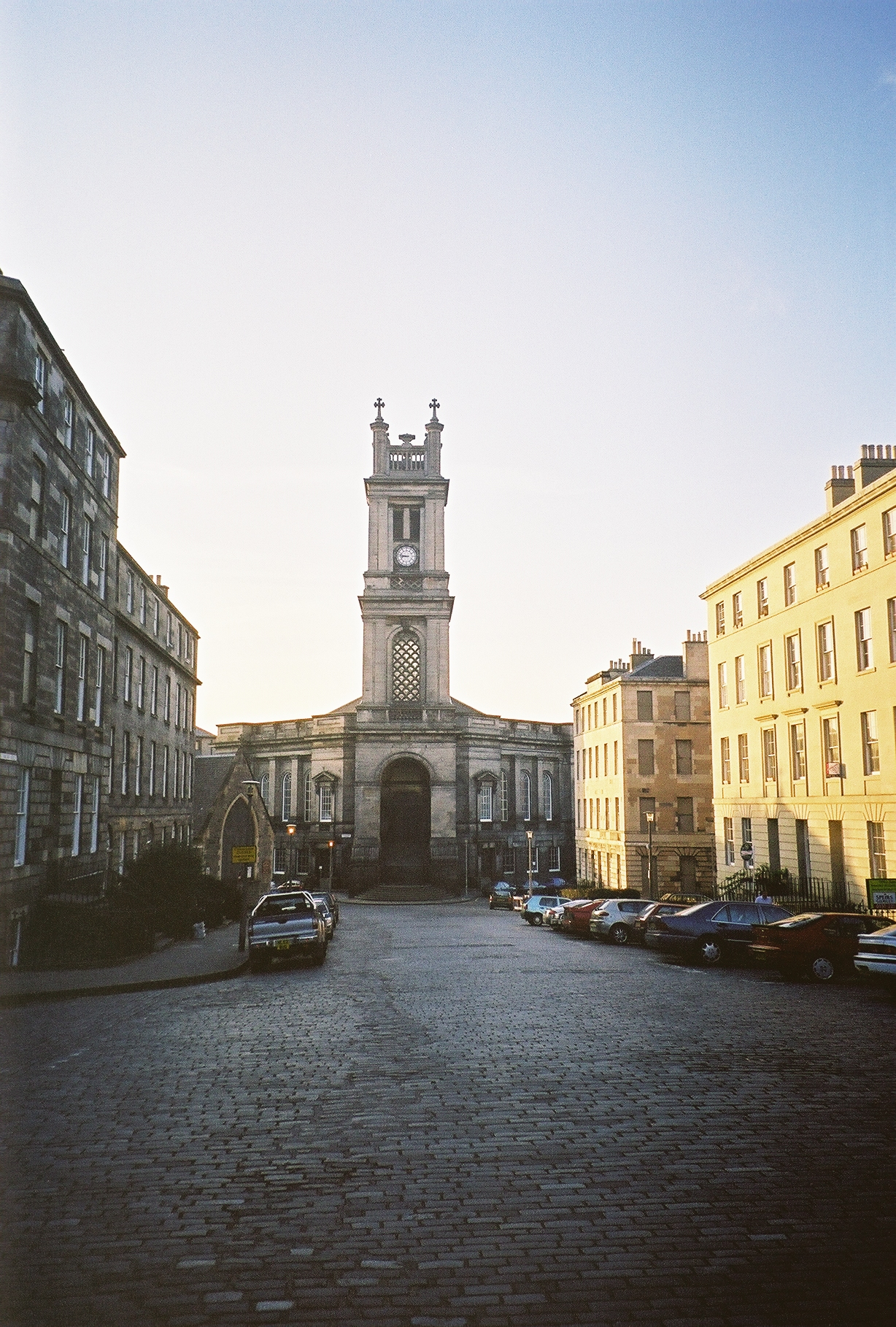
Église Saint-Stephen.

- J M Barrie
- Mary Brunton
- Thomas De Quincey
- Arthur Conan Doyle
- David Hume
- Elsie Inglis
- Ludovic Kennedy
- James Clerk Maxwell
- Peter McLagan
- Ann Katharine Mitchell
- Walter Scott
- Catherine Sinclair
- Moira Shearer
- Mary Somerville
- Robert Louis Stevenson
- Marie Stopes

## Voir également
- Billets de banque d'Écosse (figurant sur la conception)
- Chronologie d'Édimbourg
- Charlotte Square
- Regent Terrace
- Dundas House
- George Street
- Sites du patrimoine mondial en Écosse